# Idioma vale
El idioma vale es una lengua menor dentro del subgrupo lenguas bongo–bagirmi de la familia de lenguas sudánicas centrales hablada en la República Centroafricana. Su área de uso se sitúa en y al oeste de la ciudad de Batangafo. Esta lengua tiene varios dialectos, entre los cuales destaca el dialecto tana (también conocido como tele). El dialecto tana es considerablemente divergente del resto de la lengua Vale, tanto que podría ser considerado un idioma distinto.
La situación lingüística en esta región es compleja debido a la diversidad de lenguas y dialectos presentes. En contextos como este, donde los dialectos pueden llegar a ser mutuamente ininteligibles, surge el debate sobre si deben ser clasificados como lenguas separadas o como variantes de una misma lengua.